# 楠葉台場
楠葉台場（くずはだいば）は、淀川左岸の大阪府枚方市楠葉中之芝2丁目にある台場跡。国の史跡であり、楠葉台場跡史跡公園として整備されている。

## 概要
石清水八幡宮のある男山の西側に立地し、西隣には淀川が流れ、京阪電気鉄道橋本駅の南側にある。北には行基が建立した行基四十九院の一つである久修園院がある。
水堀を備えた西洋式の稜堡式砲台である。面積は約3万8千平方メートルであり、火薬庫の他大砲を3門備えていた。
京街道を付け替えて台場の中を通るようにしており、そのための番所も設けられた。隣接して淀川の通航監視のため船番所も設けられた。
幕末期に作られた台場は数多いが、欧米列強の外国船への備えが主目的であるため、多くは海岸に造られた。内陸に入った河岸に造られた例は、この楠葉台場と淀川対岸の高浜台場（大阪府島本町）のみである。

## 歴史
嘉永7年（1854年）、ロシア帝国のエフィム・プチャーチンが指揮する軍艦「ディアナ号」が大阪湾に現れた。文久3年（1863年）、京都守護職である会津藩主松平容保は、外国船が淀川を遡って京都に攻め込んで来ないように淀川の両岸に台場を建築することを建白し、勝海舟が奉行となって建設を始めた。しかし、実際には長州藩などの反幕府側の人物や過激派を京に入れさせないための関門であり、要塞であった。淀川右岸には高浜台場、少し奥に梶原台場が造られ、左岸の楠葉台場は慶応元年（1865年）に完成した。南側から攻め上ってくる船や軍に向けて造られたので、南側だけが稜堡式の形式となっていた。
慶応4年1月3日（1868年1月27日）に勃発した鳥羽・伏見の戦いで、江戸幕府軍は薩摩藩・長州藩の新政府軍に敗北し、さらに淀藩に裏切られたため、軍勢を淀川左岸の男山から橋本に集め、立て直しを図った。主力は橋本陣屋に集結し、楠葉台場には小浜藩が詰めて守備についていた。ところが6日、淀川右岸の大山崎や高浜台場、梶原台場を守備していた津藩が裏切って旧幕府軍に砲撃を開始、楠葉台場はこれに応戦して高浜台場への反撃を行った。しかし、新政府軍が淀川左岸に入って来たので、軍勢は総崩れとなって大坂に退却を開始した。楠葉台場はそもそも”淀川を遡ってくる敵”を想定して作られており、下流の南側こそ堀幅も大きく稜堡式で造られていたが、上流の北側はただの直線構造で堀幅が小さく砲台も備えておらず、火薬庫も北側の端にあるような縄張りであった。つまり京都方面である上流の北側から、それも陸路から攻められた場合を想定した造りとなっておらず、防御陣地としては役に立たなかったので放棄され、新政府軍に占領された。
明治時代になり、付近は荒れ果ててしまっていた。やがて南側の堀だけを残し、土塁は潰され、他の堀は埋め立てられて田畑となった。1910年（明治43年）には京阪電気鉄道が開業し、遺構の西側は完全に潰された。
2005年（平成17年）に古文書から場所が特定されて、その後、枚方市が発掘調査を開始。2011年（平成23年）2月7日、「楠葉台場跡」として国の史跡に指定された。
この付近一帯は、古墳時代から中世にいたる複合遺跡である楠葉中之芝遺跡でもある。

## 交通
- 京阪電気鉄道橋本駅

## 楠葉台場de盆踊り
2018年（平成30年）11月3日に楠葉台場跡を活用した、初のイベント「楠葉台場de盆踊り」が開催された。くずはでいいものみっけ連絡協議会主催、天の川・交野ヶ原プロジェクトとスターダスト河内が製作協力した。
平成30年度の枚方市長の施政方針において、市長の伏見隆は観光資源としての楠葉台場跡の活用と魅力向上を掲げていたが、整備前の国指定の史跡の使用は原則的に不可能との判断だった。ただ、今回のイベントは「くずはにおけるサーキットイベントの一貫」、「明治150年の節目」、「鳥羽伏見の戦いの慰霊」という3要素が加わり、楠葉台場de盆踊りの開催に至った。